# Paradella de fulla grossa
La paradella de fulla grossa o llengua bovina (Rumex obtusifolius) és una planta salvatge nativa d'Europa però que hui en dia pot trobar-se als Estats Units i en molts altres regions per tot el món.

## Identificació
El Rumex obtusifolius és un hemicriptòfit que pot créixer de 60 a 200 centímetres. És fàcilment recognoscible per les seues fulles grans ovado-oblongues, cordades o subcordades a la base. Algunes de les fulles inferiors tenen la tija d'una coloració rogenca. Els limbs de les fulles són lleugerament encrespats o ondulats, aquest és menor o tan llarg com el pecíol. El fullatge de la planta pot créixer fins a uns 18 centímetres. Les tiges tenen un nus cobert per una òcrea, una fina membrana com de paper, una característica típica de la família Polygonaceae.
Les flors estan formades per 6 peces sepaloidees, i les internes són acrescents que a la fructificació formen 3 valves cordiformes, amb dents triangulars (de fins a 2 mil·límetres), irregulars i nombrosos, almenys una de les valves desenvolupa un tubercle. Les inflorescències tenen les flors agrupades en verticils distants entre ells mateixos. Aquests contenen flors verdes que canvien a roig a mesura que maduren. Les flors eixen de juny a setembre. Els fruits produïts són d'un color marró rogenc.
Les plàntules es poden identificar per la seua forma ovalada amb les tiges de color roig, i fulles enrotllades brotant des del centre de la planta.

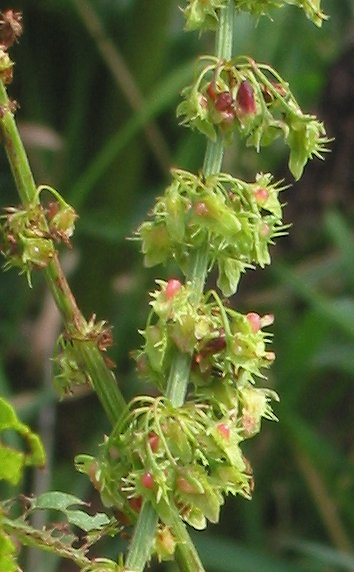
Flors de Rumex obtusifolius

Rumex crispus  és molt similar en aparença però amb fulles fines i ondulades. Amb més detall, els sèpals tenen un bon marge mentre que el calze de R. obtusifolius te banyes.

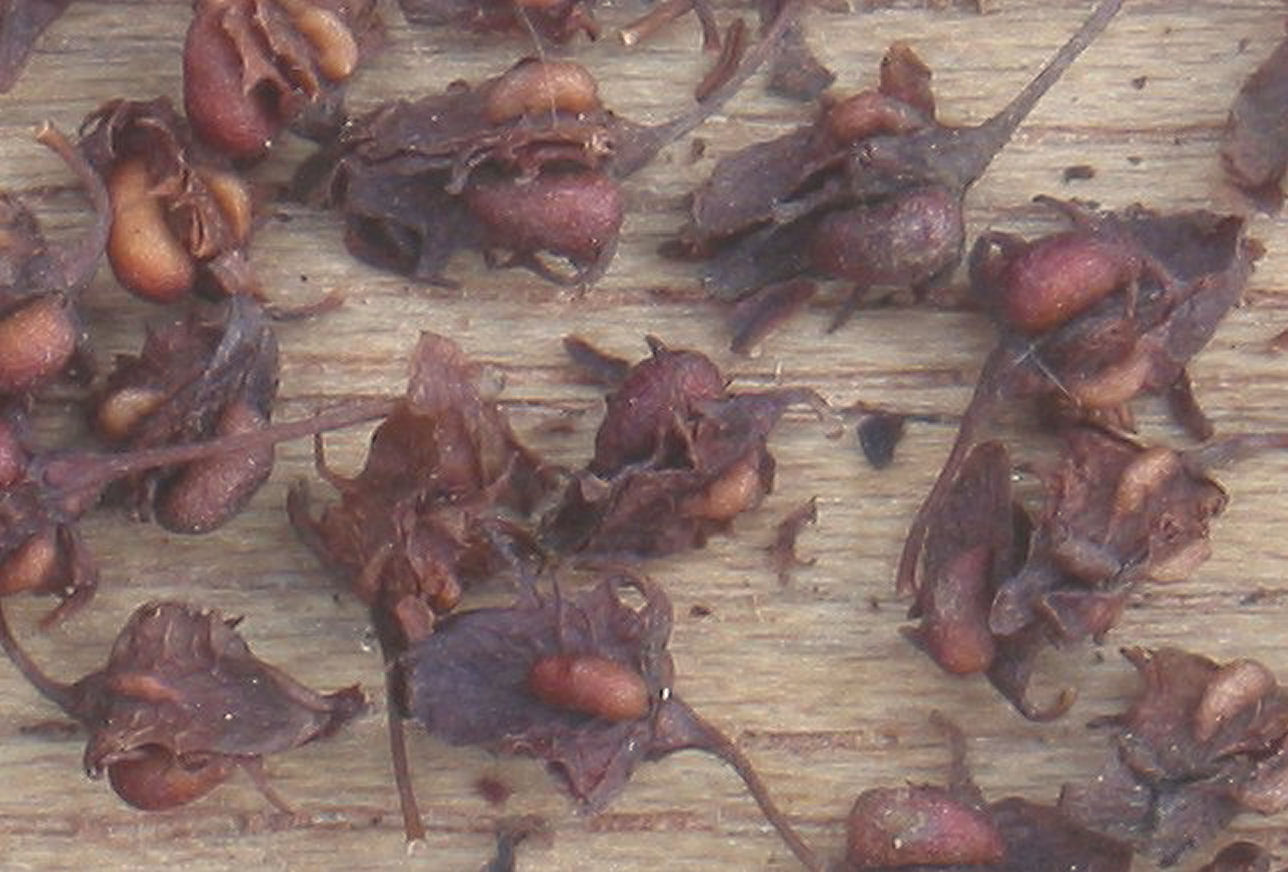
Llavors de Rumex obtusifolius

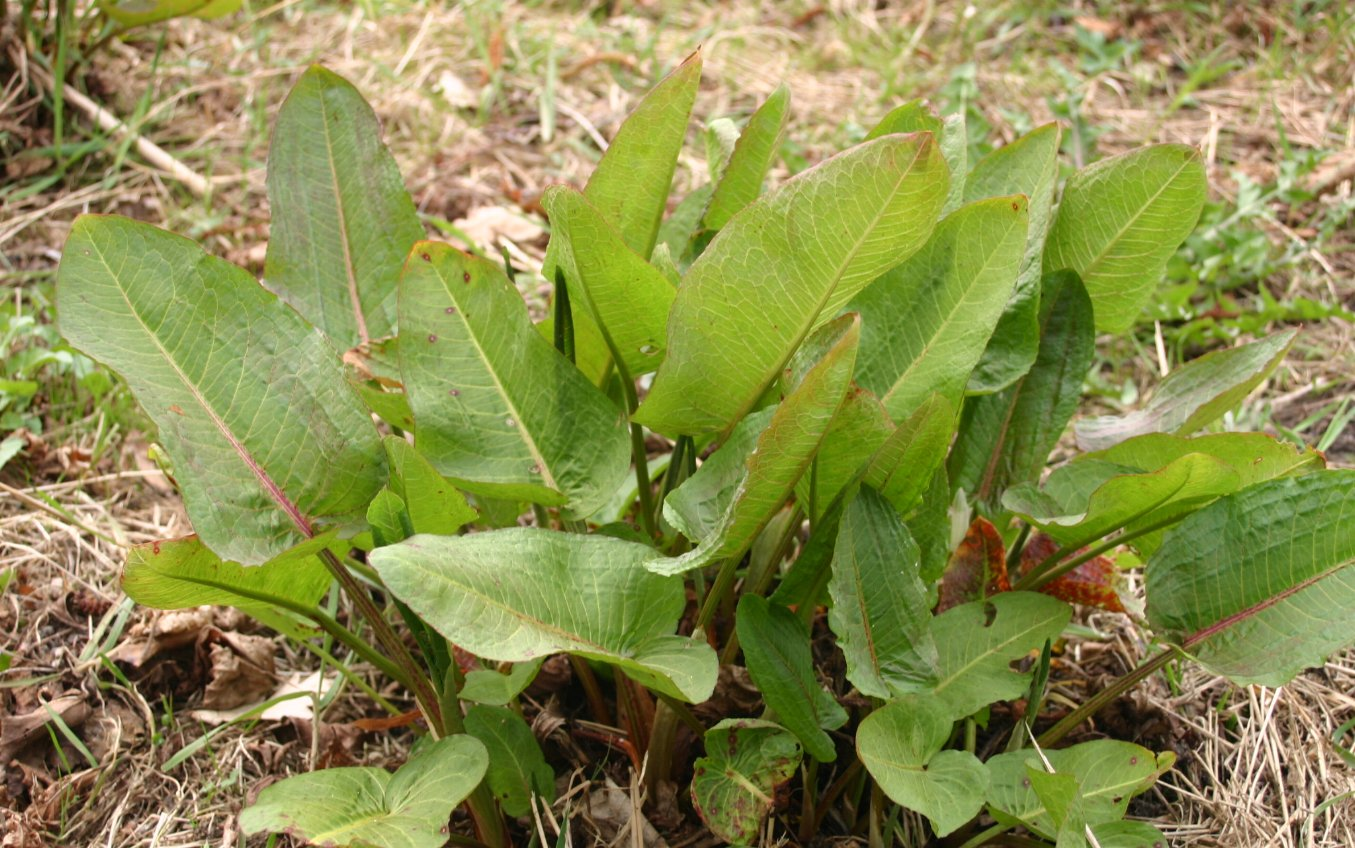
Plàntula de Rumex obtusifolius

## Distribució
Té una distribució eurosiberiana. També es troba a la península Ibèrica, més abundant en la meitat septentrional.

## Usos medicinals
La llet que segrega té una gran concentració de tanins i àcid oxàlic. Una tintura d'aquesta agrella és útil per als problemes de la menopausa.